# Suda (enciclopedia)
La Suda o Suida (in greco medievale: Σοῦδα o Σουίδα) è un lessico e un'enciclopedia bizantina del X secolo.

## Struttura e datazione
La denominazione Suda potrebbe derivare dal greco medievale suda, che significa "fortezza". Secondo numerosi studiosi, tuttavia, la forma Suda sarebbe una corruzione di Suidas, ovvero il nome dell'autore dell'enciclopedia, che peraltro ricorre nella prefazione. Paul Maas ironizzò, suggerendo che il titolo fosse in realtà un imperativo latino ("Suda!", ossia "Suda [studiando]! Datti da fare!").
Il lessico contiene circa 31 000 voci , tratte da molte fonti antiche andate perdute, ordinate alfabeticamente e attinenti a molte discipline: geografia, storia, letteratura, filosofia, scienze, grammatica, usi e costumi.
Non si sa molto della compilazione di quest'opera, a parte il fatto che deve essere stata terminata prima di Eustazio di Tessalonica (XII secolo), che l'ha adoperata frequentemente. Sembra che la compilazione sia da far risalire alla parte finale del X secolo: sotto la voce "Adamo", l'autore dell'enciclopedia dà una breve cronologia del mondo, che termina con la morte dell'imperatore bizantino Giovanni I Zimisce (morto nel 976), mentre sotto la voce "Costantinopoli" appaiono i suoi successori Basilio II e Costantino VIII (il cui regno congiunto durò dal 976 al 1025). I passaggi che si riferiscono al filosofo Michele Psello (XI secolo) sembrano, invece, interpolazioni posteriori.

## Importanza
Fondamentale per la conoscenza dell'antica storia letteraria greca, conserva preziose notizie su opere andate perdute o conservate parzialmente: tra le sue fonti vi sono poeti antichi (Omero, Sofocle, Aristofane ecc.), ed eruditi (Esichio di Mileto, Arpocrazione, Costantino Porfirogenito ecc.), attinti attraverso commenti e antologie. La parte che tratta della storia della letteratura classica è, in effetti, spesso l'unica fonte a nostra disposizione sugli autori e le opere e, con i Deipnosophistai, le opere di Plutarco, Diogene Laerzio e la Biblioteca di Fozio costituisce la spina dorsale degli studi sull'universo dei classici greci.
Conservato in diversi manoscritti medievali, il lessico è stato più volte pubblicato dalla fine del XIV secolo nelle tradizionali edizioni accademiche cartacee, di cui la più recente è quella di Ada Adler.